# Halichoeres kneri
Halichoeres kneri Bleeker, 1862 è un pesce di acqua marina appartenente alla famiglia Labridae. Considerato in precedenza un sinonimo di Halichoeres nigrescens, dal 2012 è ritenuto una specie a parte.

## Distribuzione e habitat
Questa specie è tipica di acque costiere poco profonde, limose, in zone ricche di anfratti. Il suo areale si estende nell'ovest dell'oceano Pacifico, dove è stato segnalato dall'Indonesia e penisola malese fino alle isole Ryukyu.

## Descrizione
Il corpo è allungato e leggermente compresso ai lati; la lunghezza massima registrata è di 10 cm. Ha un'evidente fascia scura longitudinale che attraversa l'occhio, poi parzialmente interrotta da macchie bianche avvicinandosi al peduncolo caudale. Questo pattern ricorda le femmine di Halichoeres nigrescens, in cui non è però presente una fascia scura così netta. Ha delle macchie nere sulle pinne, la più evidente è bordata di bianco e si trova a metà della pinna dorsale. Non c'è particolare dimorfismo sessuale nella colorazione, che si mantiene sul grigio chiaro sia nei maschi che nelle femmine.

## Biologia
Può formare piccoli gruppi.